# Трушковский, Сергей Михайлович
Сергей Михайлович Трушковский (1907—1975) — полковник Советской Армии, участник Великой Отечественной войны, Герой Советского Союза (1945).

## Биография
Сергей Трушковский родился 9 сентября 1907 года в Одессе. После окончания шести классов школы работал кузнецом на заводе. В 1926 году Трушковский был призван на службу в Рабоче-крестьянскую Красную Армию. В 1931 году он окончил Сумское артиллерийское училище. Участвовал в польском походе. С начала Великой Отечественной войны — на её фронтах. За время войны два раза был ранен.
К январю 1945 года полковник Сергей Трушковский командовал 15-й лёгкой артиллерийской бригадой 3-й артиллерийской дивизии прорыва 5-й гвардейской армии 1-го Украинского фронта. Отличился во время освобождения Польши. 12 января 1945 года бригада Трушковского успешно поддерживала своим огнём действия пехотных частей, что позволило прорвать немецкую оборону с Сандомирского плацдарма в районе города Буско-Здруй. В ходе последующего наступления бригада продолжала поддерживать стрелковые подразделения во время переправы их через Ниду и Одер и захвата плацдармов на их западных берегах.
Указом Президиума Верховного Совета СССР от 10 апреля 1945 года за «образцовое выполнение боевых заданий командования на фронте борьбы с немецкими захватчиками и проявленные при этом мужество и героизм» полковник Сергей Трушковский был удостоен высокого звания Героя Советского Союза с вручением ордена Ленина и медали «Золотая Звезда» за номером 8760.
После окончания войны Трушковский продолжил службу в Советской Армии. В 1954 году в звании полковника он был уволен в запас. Проживал в Одессе. Скончался 28 сентября 1975 года, похоронен на 2-м Христианском кладбище Одессы.
Был награждён двумя орденами Ленина, двумя орденами Красного Знамени, орденами Отечественной войны 1-й степени и Красной Звезды, рядом медалей.